# Ogni volta è così
Ogni volta è così è un singolo della cantautrice italiana Emma, pubblicato il 3 febbraio 2022.
Il brano è stato eseguito in gara al Festival di Sanremo 2022 durante la seconda serata della kermesse musicale. Al termine del Festival il brano si è posizionato alla sesta posizione della classifica finale.

## Descrizione
Il brano è stato scritto dalla stessa cantante con Dardust e Tropico, che hanno curato anche la produzione. La cantante ha raccontato il significato del brano in un'intervista a Billboard Italia:
Riguardo alla partecipazione al Festival di Sanremo 2022 senza un progetto discografico più ampio, Emma ha dichiarato in un'intervista nell'ottobre 2023 a Il Fatto Quotidiano di aver preso parte per il padre, all'epoca malato di leucemia e scomparso il 4 settembre successivo:

## Accoglienza
Francesco Chignola di TV Sorrisi e Canzoni rimane particolarmente colpito dall'arrangiamento del brano «in cui la cantante si mette di fronte con sincerità a un amore trascinato dalle parole». Il Messaggero si sofferma sul significato, riportando che «Ogni Volta è Così non è solo una canzone d'amore, ma un brano che racconta una condizione che molte donne vivono e in cui potranno ritrovarsi».
Vincenzo Nasto per Fanpage.it scrive che si tratta di «un pezzo che potrebbe rientrare nel repertorio dei brani cult della cantante» poiché descrive «un racconto d'amore che rende omaggio anche alle donne della musica italiana del passato, come la madrina artistica Loredana Bertè». All Music Italia accoglie l'invito del brano «ad arrendersi, ad abbandonare la guerra del più forte, e a perdersi l’una nell’altro» in un «momento di amore totale, fatto di sensualità e di fiducia».
Recensendo il brano per Il Sole 24 Ore, Francesco Prisco scrive «tutto passa, anche le più belle storie d’amore finiscono e la povera Emma, con un pezzo scritto da Davide Petrella e Dardust, si intristisce, su di un ritornello rivendicativo». Andrea Conti de Il Fatto Quotidiano descrive il nuovo progetto della cantante come «una power ballad e un invito alla persona amata: "Arrenditi stanotte"» rimanendo particolarmente colpito dall'arrangiamento e dalla voce della cantante.

## Video musicale
Il video è stato diretto da Lorenzo Silvestri e Andrea Santaterra, in arte Bendo, è stato pubblicato in concomitanza alla pubblicazione del singolo.
Il video è stato descritto da All Music Italia «estetico, in cui lo spettatore viene proiettato in un universo intriso di atmosfere cupe e futuristiche». In particolare, Emma viene paragonata a «un’androide, [...] la cui natura, l’aspetto e il carattere sono il frutto di un mondo in cui l’omologazione è talmente radicata da farne perdere la consapevolezza» che tuttavia assume un atteggiamento di ribellione rispetto al sistema «prendendo coscienza delle proprie volontà e facendo arrivare forte la propria voce».

## Traccia
Testi e musiche di Emmanuela Marrone, Dario Faini e Davide Petrella.
1. Ogni volta è così – 3:27

## Classifiche
| Classifica (2022) | Posizione massima |
| ----------------- | ----------------- |
| Italia            | 13                |
| Svizzera          | 96                |